# 横浜市立十日市場中学校
横浜市立十日市場中学校（よこはましりつ とおかいちばちゅうがっこう）は、神奈川県横浜市緑区十日市場町にある公立中学校。中山中学校から分離独立した。

## 概要
- 開校日 1964年（昭和39年）6月10日
- 新校舎移転 2001年（平成13年）4月

## 行事
- 百人一首大会
- 輝響祭（合唱コンクール）
- 体育祭
- クリーン活動（学年別）

## 主な進学高校
2005年（平成17年）度からの学区撤廃以前は『横浜北部学区』に属していた。
旧学区内の県立高校は：
- 神奈川県立市ヶ尾高等学校
- 神奈川県立荏田高等学校
- 神奈川県立川和高等学校
- 神奈川県立霧が丘高等学校
- 神奈川県立新栄高等学校
- 神奈川県立田奈高等学校
- 神奈川県立白山高等学校
- 神奈川県立元石川高等学校

## 著名な卒業生
- 荒篤山太郎 - 大相撲力士。2009年卒